# 順德聯誼總會
順德聯誼總會(英語：Shun Tak Fraternal Association) 1947年於香港成立，由廣東省順德區同鄉組織，發展成為慈善團體，從事辦學、護老及赈灾等工作。
該會於中環租庇利街設辦事處、禮堂及食肆。

## 中學[1]
- 順德聯誼總會胡兆熾中學
- 順德聯誼總會李兆基中學
- 順德聯誼總會譚伯羽中學
- 順德聯誼總會梁銶琚中學
- 順德聯誼總會鄭裕彤中學
- 順德聯誼總會翁祐中學

## 小學[1]
- 順德聯誼總會胡少渠紀念小學
- 順德聯誼總會何日東小學
- 順德聯誼總會梁潔華小學
- 順德聯誼總會伍冕端小學
- 順德聯誼總會李金小學

## 幼稚園[1]
- 順德聯誼總會屯門梁李秀娛幼稚園
- 順德聯誼總會梁李秀娛沙田幼稚園
- 順德聯誼總會梁潔華幼稚園

## 外部連結
- 順德聯誼總會網頁 （页面存档备份，存于）